# Mouila flygplats
Mouila flygplats är en flygplats vid staden Mouila i Gabon. Den ligger i provinsen Ngounié, i den centrala delen av landet, 300 km sydost om huvudstaden Libreville. Mouila flygplats ligger 86 meter över havet. IATA-koden är MJL och ICAO-koden FOOA.